# Eufriesea anisochlora
Eufriesea anisochlora är en biart som först beskrevs av Kimsey 1977.  Eufriesea anisochlora ingår i släktet Eufriesea, tribus orkidébin, och familjen långtungebin. Inga underarter finns listade.